# 프리마인드
프리마인드(FreeMind)는 자바로 개발된 자유 마인드맵 애플리케이션이다. 포크(fork)인 프리플레인에 의해 추가 개발되고 있다. 프리마인드 그 자체는 2014년 마지막으로 업데이트되었다. 프리마인드는 GNU 일반 공중 사용 허가서 v2로 라이선스된다. 확장 내보내기 기능을 제공한다. 자바 런타임 환경을 통해 마이크로소프트 윈도우, 리눅스, macOS에서 실행된다.
다른 마인드 맵 소프트웨어 패키지처럼 프리마인드를 사용하면 사용자는 중심 개념에 대한 아이디어의 계층적 집합을 편집할 수 있다. 비선형 접근을 통해 새로운 윤곽과 프로젝트의 브레인스토밍을 도우며 아이디어는 마인드맵 주변에 추가된다.

## 같이 보기
- 마인드맵